# Попов, Александр Александрович (футболист)
Александр Александрович Попов (22 ноября 1948, Ростов-на-Дону — январь 2014) — советский футболист, нападающий. Мастер спорта (1967).
Играл за команды высшей лиги СКА (Ростов-на-Дону) (1967—1972) и «Заря» (Ворошиловград) (1973—1974). В 1975—1977 годах выступал за «Даугаву» (Рига) во второй и первой лигах.
Провёл три неполные игры в Кубке чемпионов 1973/1974.
Финалист Кубка СССР 1969.